# Keikogi

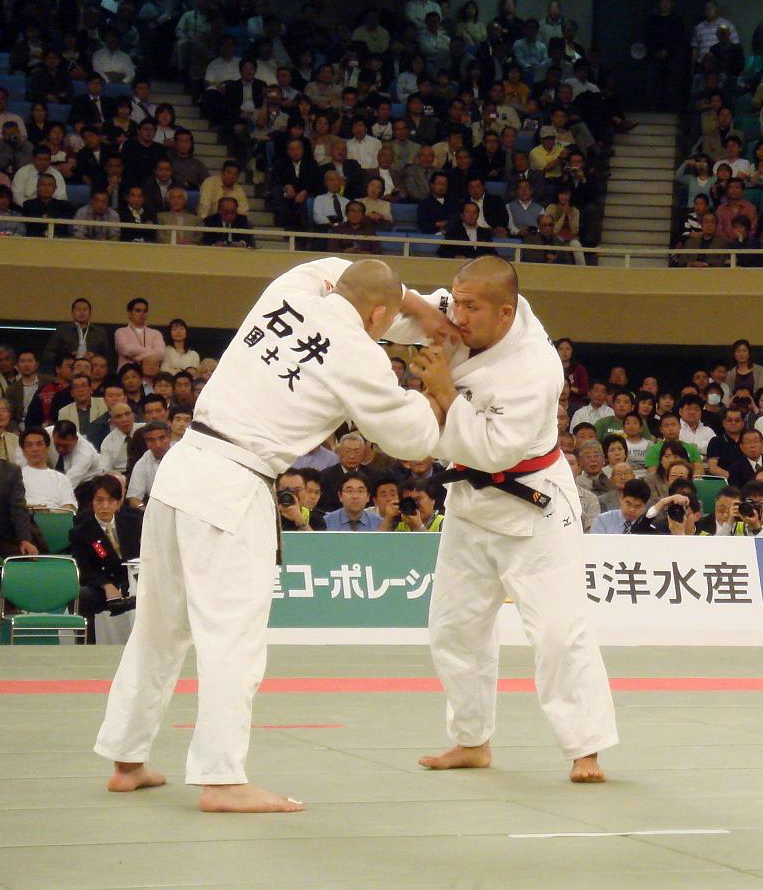
Dois judocas usando Judogis, o keikogi do Judô.

Keikogi (稽古着 ou 稽古衣, Keikogi) é uma palavra japonesa que significa uniforme de treinamento (Keiko = treinamento, prática; gi = roupa), no Brasil o termo quimono é usado coloquialmente. A palavra é mais específica, sendo recomendável seu uso para uniforme de prática de artes marciais, no lugar de kimono que pode se referir a qualquer vestimenta tradicional japonesa. Frequentemente a palavra "Keikogi" é  abreviada por "gi", essa substituição é imprecisa, porque "gi" significa meramente "algo que se veste". Uma substituição preferível seria dōgi' (道着) que significa "o uniforme usado no caminho que você escolheu". Ainda mais especificamente, se for colocado o nome da arte marcial no lugar de "do", obtém-se o nome da vestimenta específica usada em cada arte marcial, com detalhes específicos (aikidogi, judogi, karategi).

## Artigos relacionados
- Aikidogi (合気道着 or 合気道衣, uniforme de aikido)
- Judogi (柔道着 or 衣, uniforme de judô)
- Jujutsugi(柔術着 or 柔術衣, uniforme de jiu-jitsu)
- Karategi (空手着 or 空手衣, uniforme de caratê)
- Kendogi (剣道着 or 剣道衣, uniforme de kendô), normalmente um kimono e um hakama
- Shinobi-iri e shinobi shozoku (uniforme ninjutsu)
- Kimono Jiu-Jitsu Brasileiro